# راینو انترتینمنت
رینو انترتینمنت (انگلیسی: Rhino Entertainment) یک ناشر موسیقی آمریکایی مستقر در لس آنجلس، کالیفرنیا است که در سال ۱۹۸۷ تأسیس شده است. رینو انترتینمنت اکنون بخش کاتالوگ گروه موسیقی وارنر است.